# Eversael

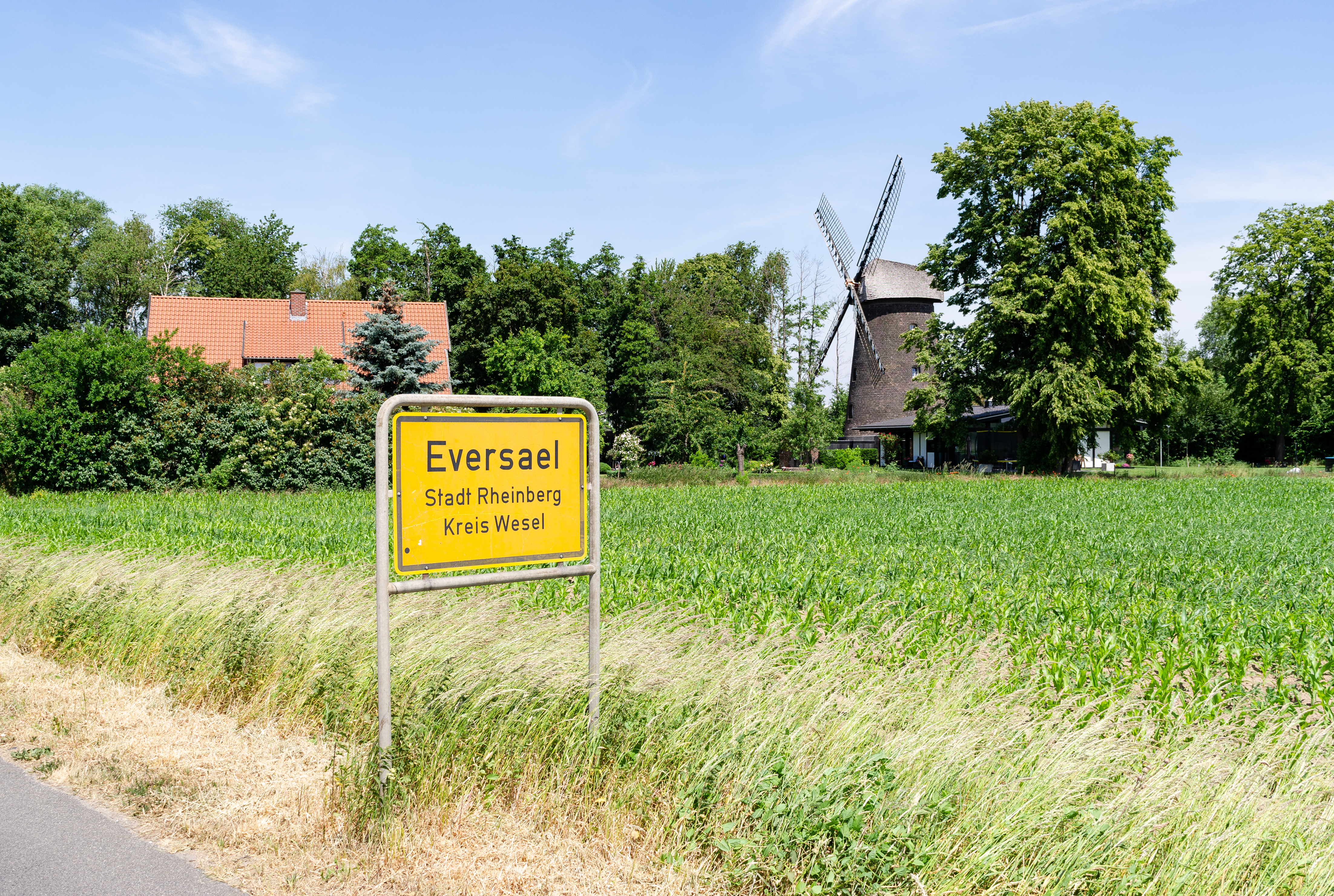
Ortseingang mit Drießener Mühle

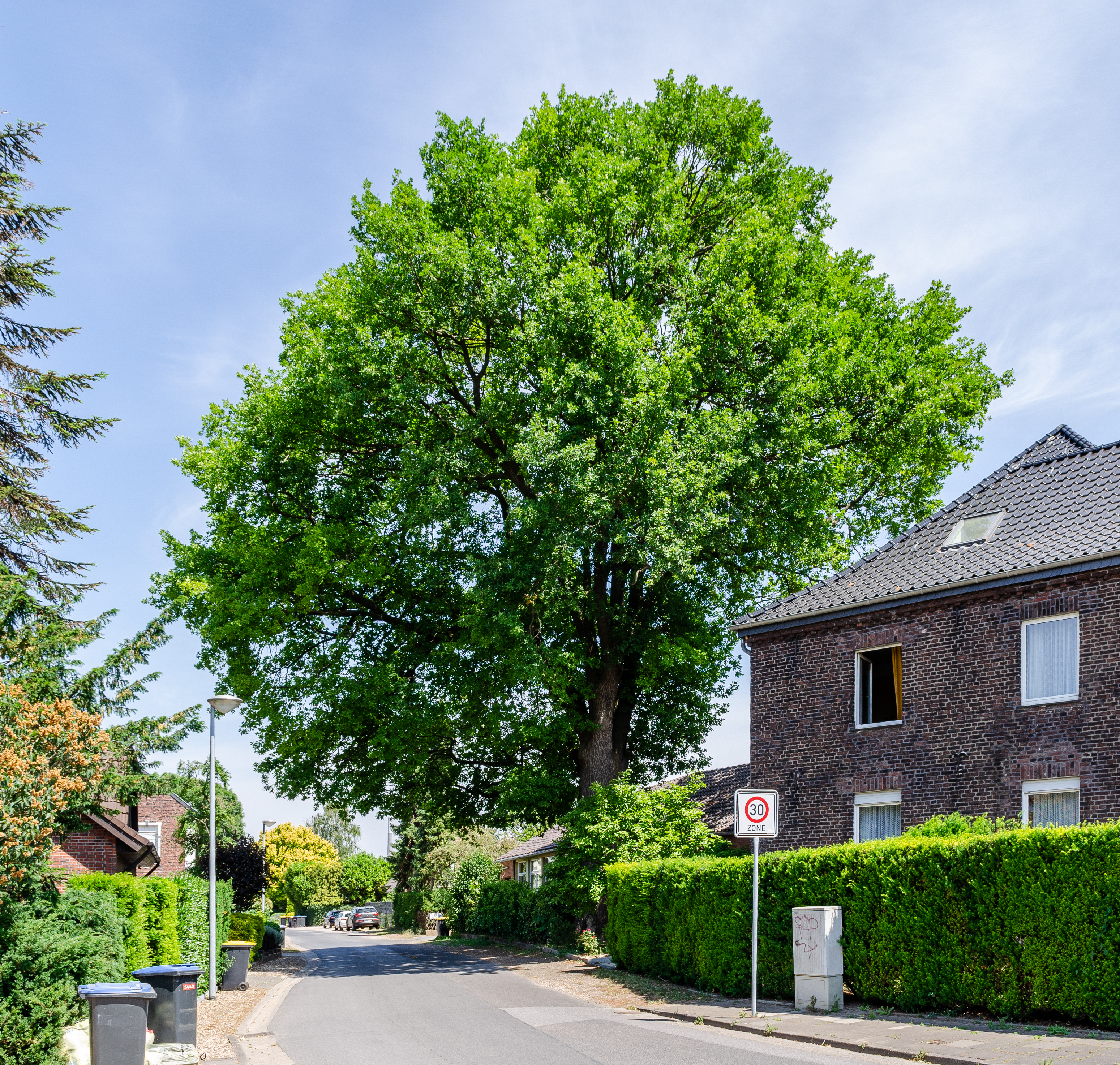
Naturdenkmal Friedenseiche von 1871

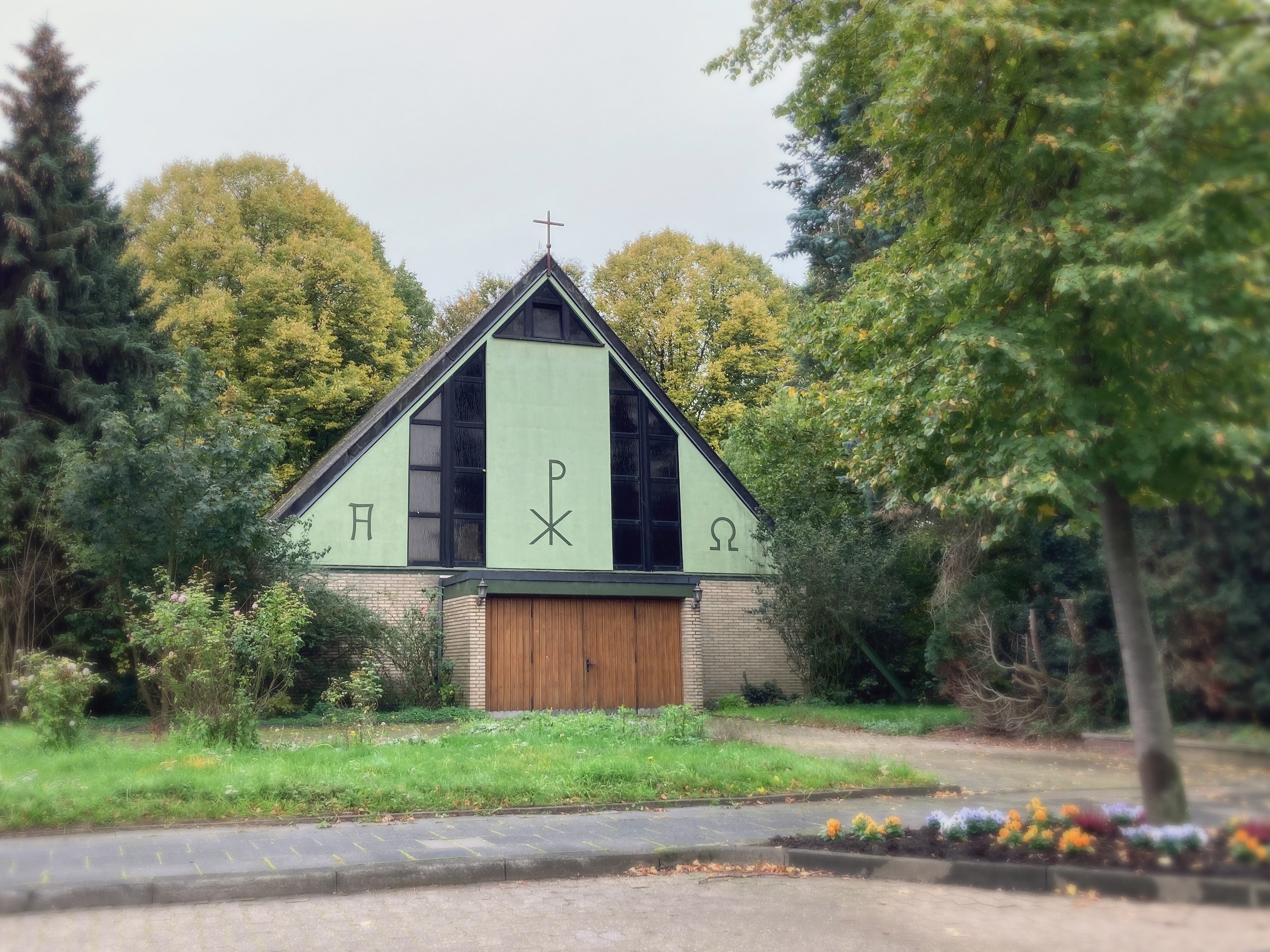
Die ehemalige Hermann-Josef-Kapelle / Oktober 2020

Eversael ist ein Vorort (amtlich Wohnplatz) des Stadtbezirks Budberg der Stadt Rheinberg im Kreis Wesel mit ca. 800 Einwohnern. Der Ort liegt zwischen Orsoy und Rheinberg im Orsoyer Rheinbogen.

## Geschichte
Erstmals urkundlich erwähnt wird Eversael (Eversole) im Jahre 1225. Der Ritter Marshall Hermann von Alfter (Alftre) verkaufte dem Erzbischof Engelbert von der Abtei Camp die Besitztümer von Eversael. 1236 genehmigte Rudgar von Bremt, dass Ritter Arnold von Lohausen den vom ihm lehenrührigen Zehnt bei Eversael der Abtei Camp in Erbpacht verleiht. Ein erstmals 1262 erwähntes Gericht in Eversael, das dem Grafen von Moers unterstand, regelte sowohl strafrechtliche als auch zivilrechtliche Streitigkeiten, z. B. Landverkäufe. 1321 erfolgte der Verkauf der Güter zu Eversael an den Deutschen Orden.
Kirchlich gehörte Eversael zu Budberg. In Eversael steht eine Kapelle, die schon in früheren Zeiten genutzt wurde, denn der Rheinberger Pfarrer Johannes Paffrath berichtete im Jahre 1681 von drei Kapellen im Pfarrbezirk Rheinberg, eine davon in Eversael. Mit Datum vom 3. Juli 2018 wurde die Hermann-Josef-Kapelle außer Dienst gestellt.
Die Angelegenheiten im Dorf erledigten in früheren Zeiten die Bauern untereinander durch die Bauersprache, eine Zusammenkunft innerhalb der Honnschaft. Bei der Bauersprache handelt es sich um ein altes Recht der freien Bauern, das noch aus germanischer Zeit stammte und mit dem die selbstgewählten Schöffen ihren Mitbürgern Recht weisen (Recht sprechen) konnten. Die Bauersprache hatte noch bis in das 17. Jahrhundert Bestand, denn 1667 beklagte der Prediger Vorstman, daß die Bauerbank und Bauersprach auf den Sonntag mit Entheiligung desselben gehalten werden.
Die französischen Revolutionstruppen, die 1794 an den Niederrhein kamen, machten den politisch und wirtschaftlich überlebten Zuständen ein Ende. Alle Feudalrechte wurden aufgehoben, die Landesherren und Minister flohen. Durch Aufhebung der lehensrechtlichen und gutsherrlichen Rechte wurde der bäuerliche Besitz in Eigentum verwandelt unter Befreiung von Zehnten, Frohnden und sonstigen bäuerlichen Lasten.
Noch bei der Aufhebung der Abtei Camp im Jahre 1802 wurden nachstehende Höfe als Pachthöfe angeführt: Borgmanns Hof, Bresserhof, Veldtmann, Haltmann, Westermannsgut. Aber auch der Graf von Moers hatte Besitzungen in Eversael. Das Heberegister des Grafen Wilhelm von Moers und Neuenahr (1519–1553) gibt Auskunft. Die Namen der Pächter sind bis heute in Eversael oder der weiteren Umgebung anzutreffen:
- Goris van Kuyten (Keuten)
- Drieß Krintzman (Krins)
- Hen. Kloick (Kleuken)
- Peter Koenig (Königs)
- Bernt to Boerch (Berg)
- Goris Vierbaemen (Vierbaum)
- Wilh. in gen Howe (Höffken)
- Gerit op der Heggen (Hegger)
- Henr. Scheperß (Scheepers)
- Heßhausen (Heeshusen)
- Wilh. Poelman (Pollmann)
- Joh. Tack (Tack, Tacken)
- Gerit Plißken (Pliß)